# Augusto Fragoso
Augusto Tasso Fragoso (São Luís, 28 de agosto de 1869-Río de Janeiro, 20 de septiembre de 1945) fue un militar brasileño, jefe de la Junta Gobernante Provisoria de 1930. Para una fecha la Revolución de 1930, liderada por Getúlio Vargas, se había extendido triunfante por todo el país.
Con el fin de evitar una guerra civil a gran escala que amenazaba por extenderse en las provincias del sur de Brasil, los jefes del ejército y la marina de guerra prefirieron derrocar al presidente Washington Luís en Río de Janeiro el 24 de octubre de 1930 y dar tiempo a que la revolución de Vargas pudiera evolucionar hacia un grupo organizado para asumir el gobierno.
Tras el derrocamiento del presidente Washington Luís, se hizo necesario formar un nuevo gobierno, en tanto no se permitía la asunción del mando presidencial por parte de Júlio Prestes, el candidato elegido en las elecciones del mismo año, por lo cual se eleigió una Junta Gobernante, liderada por Augusto Tasso Fragoso y compuesta además por el almirante Isaías de Noronha y el general Menna Barreto.  
La Revolución brasileña de 1930 puso fin de la denominada República Velha.
Después de apenas once días de administración, la Junta Gobernante se disolvió y entregó pacíficamente el mando presidencial a Getúlio Vargas el 3 de noviembre de 1930 en el Palacio de Catete de Río de Janeiro. Tras retirarse de su brevísima administración Fragoso se convirtió en senador vitalicio de Brasil.